# 업투데이트
업투데이트(영어: UpToDate, Inc.)는 Wolters Kluwer의 Wolters Kluwer Health 사업부 소속 회사로, 주요 제품은 UpToDate로, 진료 시점 의료 리소스(point of care medical information summary) 소프트웨어 시스템이다.

## 같이 보기
- 의학전문대학원